# Cadmea
Cadmea (in greco antico: Καδμεία?) era l'antica rocca di Tebe, capitale della Beozia (Grecia antica).

## Il mito
Una leggenda complessa, ma probabilmente tardiva, ne faceva derivare il nome da Cadmo, l'eroe mitologico fratello o zio di Europa, inviato in occidente dal re fenicio Agenore a cercare la fanciulla rapita da Zeus. Non riuscendo a ritrovarla, Cadmo avrebbe interrogato l'oracolo di Delfi il quale gli indicò di seguire una giovenca e stabilirsi dove questa si fosse fermata. Dal nome della giovenca la regione avrebbe preso il nome di Beozia mentre la rocca della città di Tebe avrebbe preso il nome dallo stesso Cadmo.
Secondo la tradizione, il palazzo e le mura della Tebe micenea furono distrutti poco tempo prima della Guerra di Troia (circa 1200 a.C.) dagli epigoni, i figli dei "Sette contro Tebe". Diomede, figlio di Tideo e di Deipile, partecipò infatti sia alla conquista di Tebe che alla guerra di Troia.

## Storia
I più antichi resti archeologici indicano come la Cadmea fosse sicuramente abitata in età micenea (attorno al XVI secolo a.C.) Tuttavia nel cosiddetto Catalogo delle navi dell'Iliade, composto presumibilmente verso l'VIII-VII secolo a.C. e, secondo alcuni studiosi in Beozia, Tebe non compare: è menzionata invece la modesta Ipotebe, una località ai piedi della Tebe beotica.
Si desume pertanto la rocca Cadmea, popolata in età micenea, fosse stata abbandonata dopo l'invasione beotica e non ancora ripopolata all'epoca della redazione del Catalogo delle navi. Tucidide data l'arrivo dei Beoti «sessant’anni dopo la fine della guerra di Troia».
Nell'età classica e in quella ellenistica, la Cadmea svolse una funzione simile all'Acropoli di Atene; vi erano situati molti edifici pubblici e si pensa che vi si svolgessero le riunioni della Lega beotica.
Nel 382 a.C. venne occupata con uno sleale colpo di mano dallo spartano Febida, che, aiutato dal polemarco Leonziade, instaurò in città un'oligarchia, abbattuta tre anni dopo da Pelopida e Gorgida.
Venne occupata anche dalle truppe di Filippo II di Macedonia: dopo la sconfitta delle forze greche a Cheronea Tebe dovette infatti accettare un presidio macedone nella cittadella. Tre anni (335 a.C.) dopo la rocca fu distrutta: poiché Tebe e Atene si erano ribellate al dominio macedone, ingannati dalla falsa notizia della morte di Alessandro Magno, Alessandro ordinò che Tebe fosse distrutta e gli abitanti venduti come schiavi.
Tebe e la rocca vennero ricostruite da Cassandro I nel 316 a.C., ma il declino di Tebe fu tuttavia irreversibile, tanto che nel II secolo d.C. Pausania il Periegeta riferisce che Tebe e i territori circostanti erano ormai disabitati, e che solo poche persone abitavano nella rocca Cadmea.